# Мелани Мартинез
Мелани Мартинез (Њујорк, 28. април 1995) америчка је певачица, тектописац, глумица и редитељка. У јавности се први пут појавила 2012. године као учесница треће сезоне певачког такмичења The Voice. Након такмичења, објављује песму са називом Dollhouse, а убрзо затим и истоимени ЕП. Први студијски албум објавила је 2015. године под називом CryBaby. Албум је доживео велики успех и добио дупли платинасти статус. Други студијски албум издала је 2019. под називом К-12. Уз албум излази и истоимени пратећи филм. Годину дане касније, издаје ЕП под називом After School.

## Детињство и приватни живот
Њено пуно име је Мелани Адел Мартинез. Њена мајка Мери преклом је доминиканка, а отац Хозе порториканац. Рођена у четврти Асторија њујоршке општине Квинс. Детињство је провела у њујоршком предграђу Балдвин.
Већ у вртићу почела је да пише поезију. Од детињства је желела да се бави певањем. Са 14 година, сама је научила да свира гитару и написала своју прву песму.
Изјашњава се као бисексуалка. Користи заменицe она/њено, као и они/њихово.

## Каријера

### 2012: Почетак каријере и такмичењеThe Voice
Почетком 2012. године учествовала је у MSG такмичењу талената. Такмичење је завршила у другој рунди.
У другом делу 2012. године учествовала је у трећој сезони америчког такмичења The Voice. Током такмичења њен ментор је био певач Адам Левин. Такмичење је завршила у петој рунди.

### 2013 – 2014: ЕПDollhouse
Након тамичења, посветила се раду на свом оригиналном материјалу. Своју прву песму под називом Dollhouse објавила је 9. фебруара 2014. године. Исте године, 7. априла, Мартинез је потписала уговор са изадавачком кућом Атланик рекордс. ЕП Dollhouse објављен је 19. маја 2014. године. Песма Carousel са ЕП-а добила је златни статус и искориштена је као музика у најавној реклами четврте сезоне минисерије Америчка хорор прича: Циркус наказа.

### 2015 – 2017: албумCryBaby
Албум CryBaby објављен је 14. аугуста 2015. године. Албум је заузео шесто место на Билбордовој хот 200 листи. Назив албума инспирисан је њеним надимком плачљивица (енг. crybaby), који је добила у детињству звог своје изражене емотивности. Албум је добио платинасти статус 24. фебруара 2017. године.

### 2017 – 2019: албум и филмК-12
Филм К-12 први пут је најављен у марту 2017. године, када је Мартинез изразила жељу да направи филм који би испричао причу иза сваке од песама са њеног првог студијског албума CryBaby. Албум и филм објављени су 6. септембра исте године. Филм је приказан у изабраним биоскопима широм света. Такође је доступан на њеном Youtube каналу. 

### 2020 – 2022: ЕПAfter School
ЕП After School највљен је јануару 2020. године, а прва песма под називом Copy Cat објвљена је 10. фебруара исте године. Песма је рађена у сарадњи са америчком репрком и текстописцем Тијером Вак и представља прву дуетску песму за Мартинез. Друга песма са ЕП под називом Fire Drill изашла је 26. јуна 2020. године.

### 2023 – садашњост: албумPortals
Албум Portals најављен је у фебруару 2023. године, када је Мартинез избрисала све своје Instagram објаве и тако се опростила са CryBaby персоном. Албум је објављен 31. марта 2023. године. Две песме са албума пласирале су се на Билбордову хот 100 листу - песма Death на 95. место и песма Void на 61. место. Ове две песме су њене прве оригиналне ауторске песме које су имале такав успех, пошто се претходно на листи нашла са препваним верзијама песама Seven Nation Army рок двојца The White Stripes и Too Close групе Next. Албум је такође заузео прво место на Билбордовој листи најпродаванијих албума 15. априла 2023. и задржао га недељу дана. Музички видео за песму Void номинован је ѕа VMA награду у категорији најбољи визелни ефекти, али је у финалној рунди награду добила песма Anti-Hero певачице Тејлор Свифт.

## Јавна слика

### Изглед и појава
Њена фризура инспирисана је ликом Круеле де Вил из анимираног филма 101 далматинац. Позната је по свом стилу облачења који наликује на лутке. На телу има више од 30 тетоважа.

### Оптужба за силовање
Дана 4. децембра 2017. године њена бивша пријатељица Тимоти Хелер оптужила је Мартинез на друштвеној мрежи Твитер за сексуални напад и силовање. Мартинез је негирала оптужбе.

## Дискографија

### Студијски албуми
- Cry Baby (2015)
- K-12 (2019)
- Portals (2023)

### ЕП
- Dollhouse (2014)
- Pity Party (2016)
- Cry Baby's Extra Clutter (2016)
- After School (2020)

### Синглови
- Dollhouse (2014)
- Carousel (2014)
- Pity Party (2015)
- Soap (2015)
- Sippy Cup (2015)
- Gingerbread Man (2016)
- Piggyback (2017)
- Copy Cat (дует са Тијером Век, 2020)
- Fire Drill (2020)
- The Bakery (2020)
- Death (2023)
- Void (2023)